# 엔젤몬
엔젤몬(ANGEMON, エンジェモン)은 디지털 몬스터에 나오는 가공의 생명체이며 성숙기의 천사형 디지몬이다. 원판이름은 엔제몬이다.
목소리 연기: 마츠모토 미와 / 정미숙, 표영재(라스트 에볼루션 인연), 한만중(:)

## 생김새
빛나는 6장의 날개와 순백의 옷을 감싼 천사 디지몬. 완전한 선의 존재이며, 행복을 가져오는 디지몬으로 불리고 있지만, 악에 대해선 매우 냉철하여 완전히 소멸할 때까지 공격을 멈추려하지 않는다. 디지털 월드가 몇 번이고 위기에 처했을 때, 같은 종속의 디지몬들을 이끌고 강림했다 전해진다. 참고로 다크 사이드로 끌려 들어간 데비몬도 원래는 같은 종족이었다고 한다. 필살기는 헤븐즈 너클이다.

## 진화과정
진화：뽀요몬→토코몬→파닥몬→엔제몬→홀리엔젤몬→세라피몬